# Rio Armeni
O Rio Armeni é um rio da Romênia afluente do rio Secaş, localizado no distrito de Sibiu.